# 敗毒散
敗毒散出自《太平惠民和剂局方》，屬扶正解表劑，有散寒祛湿，益气解表之效。

## 组成
柴胡 前胡 川芎 枳壳 羌活 独活 茯苓 桔梗 人参 甘草 生姜 薄荷

## 主治
气虚，外感风寒湿表证。憎寒壮热，头项强痛，肢体酸痛，无汗，鼻塞声重，咳嗽有痰，胸膈痞满，舌淡苔白，脉浮而按之无力。

## 用法
上为粗末。每服二钱（6克），水一盏，加生姜、薄荷各少许，同煎七分，去滓，不拘时服，寒多则热服，热多则温服。

## 禁忌
本方多辛温香燥之品，若是暑温、湿热蒸迫肠中而成痢疾者，切不可误用。若非外感风寒湿邪，寒热无汗者，亦不宜服。　　

## 外部連結
- 敗毒散 中藥方劑圖像數據庫 (香港浸會大學中醫藥學院) （中文）（英文）